# (9253) Oberth
(9253) Oberth (1171 T-1) – planetoida z pasa głównego asteroid okrążająca Słońce w ciągu 3,71 lat w średniej odległości 2,39 j.a. Odkryta 25 marca 1971 roku.